# 卡普羅克 (新墨西哥州)
卡普羅克（英語：Caprock）是位於美國新墨西哥州利縣的非建制地區。

## 歷史
卡普羅克的郵局自1916年營運至今。

## 地理
卡普羅克所處的海拔為高於海平面1334米（即4377英呎），而該地所採用的時區為UTC-7，即北美山地时区（MST）。同時該地設有夏令時間，為UTC-7調快一小時，即UTC-6（MDT）。